# Ar-Rihiya
Ar-Rihiya (àrab: ريحيا, Rīḥiyā) és una vila palestina de la governació d'Hebron, a Cisjordània, situada 6 kilòmetres al sud-oest d'Hebron. Segons l'Oficina Central Palestina d'Estadístiques tenia 5.215 habitants el 2016.

## Història
L'explorador francès Victor Guérin va visitar el lloc el 1863, i la va anomenat Khirbet el-Harayeh. Els fellahins locals habitaven antigues àrees d'emmagatzemament subterrani. En 1883 el Survey of Western Palestine (SWP) del Fons per a l'Exploració de Palestina va descriure el lloc com una «gran ruïna amb coves i cisternes, sembla un lloc antic.»
En el cens de Palestina de 1922, dut a terme per les autoritats del Mandat Britànic Al Rihiyeh tenia 231 habitants, tots musulmans. Es va incrementar lleugerament en el cens de 1931 a 243 musulmans en 38 cases.
En el cens de 1945 la població d'Ar-Rihiya era de 330 musulmans, que posseïen 2,659 dúnams de terra segons una enquesta oficial de terra i població. 136 dúnams eren plantacions i terra de rec, 1,093 per a cereals, mentre que 25 dúnams eren sòl edificat.
Després de la Guerra araboisraeliana de 1948 i els acords d'armistici de 1949, ar-Rihiya va quedar sota un règim d'ocupació jordana. Des de la Guerra dels Sis Dies en 1967, ar-Rihiya ha romàs sota ocupació israeliana.